# سيتا (شركة)
سيتا (SITA) هي شركة متعددة الجنسيات لتكنولوجيا المعلومات تقدم خدمات تكنولوجيا المعلومات والاتصالات لقطاع النقل الجوي. تقدم الشركة خدماتها لحوالي 400 عضو و 2500 عميل في جميع أنحاء العالم، وتدعي أنها تمثل حوالي 90 ٪ من أعمال الطيران في العالم. تعتمد كل رحلة ركاب في جميع أنحاء العالم تقريبًا، على تقنية سيتا.

## تاريخ
تأسست سيتا أو (Société Internationale de Télécommunities Aéronautiques) في فبراير 1949 من قبل 11 شركة طيران (ABB(من أجل تحقيق كفاءة تكلفة البنية التحتية المشتركة من خلال الجمع بين شبكات الاتصالات الخاصة بهم. الخطوط الجوية الإحدى عشرة الأصلية هي: شركة الخطوط الجوية البريطانية الأوروبية (BEAC)، وشركة الخطوط الجوية البريطانية لما وراء البحار (BOAC)، والخطوط الجوية الأمريكية الجنوبية البريطانية (BSAA)، وكي إل إم، وسابينا، وسويسرا للطيران، وتي دبليو إيه، و AGA Airotransport السويدية، والخطوط الجوية الدنماركية، الجوية النرويجية، والخطوط الجوية. فرنسا. كانت سيتا أول شركة تتعامل مع حركة مرور البيانات في الوقت الفعلي عبر شبكة تبديل الحزم عبر الخطوط المستأجرة للناقل المشترك.

### توسع
في عام 1989، بدأت أنظمة حجوزات الكمبيوتر، وشركات تصنيع الطيران، ومنظمي الرحلات، ووكلاء الشحن الجوي، وسلطات المطارات، ومنظمات أخرى في صناعة النقل الجوي في الانضمام إلى سيتا كأعضاء. تقدم الشركة اليوم مجموعة من حلول تكنولوجيا المعلومات بالإضافة إلى خدمات البنية التحتية والاتصالات لصناعة النقل الجوي، بعد أن تطورت منذ أيامها الأولى لتقديم الخدمات المتعلقة بالشبكة فقط.
تعمل سيتا حاليًا في أكثر من مائتي دولة وإقليم، ويشمل عملائها شركات الطيران والمطارات والشحن الجوي - وكلاء الشحن الدولي والسفر والتوزيع - أنظمة التوزيع العالمية، والحكومات، والفضاء، والمناولة الأرضية، ومراقبة الحركة الجوية.
سيتا هي واحدة من أكثر الشركات تنوعًا عالميًا،  وجود محلي قوي في المكاتب المنتشرة حول العالم، حيث يتحدث الموظفون أكثر من 60 لغة مختلفة.

## هيكل الشركة
سيتا مملوكة لأعضاء صناعة النقل الجوي، الذين يشكلون مجلس إدارة سيتا ومجلس سيتا. تختص الشركة بالعمل مع مجتمع النقل الجوي لصالح جميع الأعضاء.  وهذا يشمل التعاون مع الهيئات الصناعية، مثل إياتا و ACI والاتحادات الإقليمية، بهدف حل مشكلات الصناعة المشتركة من خلال استخدام خدمات تكنولوجيا المعلومات والاتصالات، من خلال تطوير أنظمة المجتمع ومعايير الصناعة والبنى التحتية المشتركة للطيران. تنتج سيتا أيضًا دراسات استقصائية للصناعة بما في ذلك (Air Transport IT Insights) و (Passenger IT Insights)، بالإضافة إلى العمل بالاشتراك مع إياتا بشأن تقرير الأمتعة الخاص بالصناعة.
سيتا للطائرات
تم إطلاق «سيتا للطائرات» (SITA FOR AIRCRAFT) في عام 2005 باسم «أون أير» (OnAir)، وهي توفر اليوم الرقمي للعمليات وخدمات اتصال المقصورة واتصالات الطائرات الموحدة. تم دمج «أون أير» مع أعمال سيتا للطائرات في عام 2015 وهي الآن «سيتا للطائرات» ولكنها كانت تُعرف سابقًا باسم «سيتا أون أير» (SITA <u id="mwQA">ONAIR)</u>.

### الشركات التابعة
أنظمة شحن تشامب
أصبحت «تشامب» (CHAMP) شركة فرعية مملوكة بالكامل لـ سيتا في بداية عام 2022، كشركة لتكنولوجيا المعلومات تعمل فقط في صناعة الشحن الجوي، وتقدم خدمات لشركات النقل والموزعين. في نوفمبر 2011، استحوذت «تشامب» على TRAXON Europe، وهي شركة شحن جوي إلكترونية، من أجل التحضير لمبادرات جديدة لاتحاد النقل الجوي الدولي (إياتا) مثل الشحن الإلكتروني IATA و Cargo iQ.
في يوليو 2020، قامت شركة (TAP Air Cargo) بتنفيذ «تشامب» (API) لإثراء تطبيقات عملائها بشكل أكبر. في 1 ديسمبر 2020، اعتمدت الخطوط الجوية اليابانية هذا الحل لنظام إدارة الشحن الخاص بها.
أفياريتو
أفياريتو (Aviareto(هو مشروع مشترك بين سيتا والحكومة الأيرلندية. وافق «أفياريتو» ومنظمة الطيران المدني الدولي (ICAO)، السلطة الإشرافية على السجل الدولي، على أن تقوم «أفياريتو» بإنشاء وتشغيل السجل الدولي للأصول المتنقلة.

## منتجات وخدمات
تشمل خدمات محفظة سيتا ما يلي:
- عمليات المطار، بما في ذلك إدارة المطار بالكامل، والسلامة والأمن
- عمليات الطائرات، بما في ذلك الاتصالات التشغيلية، وخدمات الطائرات الإلكترونية * على سبيل المثال لـ (EFBs)، والاتصالات على متن الطائرة
- تجهيز الأمتعة
- عمليات الشحن
- الاتصالات وتبادل البيانات
- تجهيز الركاب
- إدارة الحدود.

تشمل البنى التحتية المشتركة لـ سيتا، (AirportHub) و (AirportConnect) و (CUTE) و (BagMessage Services)، بالإضافة إلى أنظمة معالجة الركاب.
- دعم "إم إس إن" (MSN) ISP: تم إتاحة شبكة اتصالاتهم الداخلية (SITA-NET، IP range 57.0.0.0/8) للجمهور لسنوات من قبل «إم إس إن» (شبكة Microsoft) ISP من خلال رقم الهاتف 800 (الاتصال مجانًا) الذي يستخدمه المستخدمون لاستخدامها في تسجيل حساب «إم إس إن». كان عنوان (IP) الذي تم تعيينه للمستخدم أثناء عملية التسجيل في «إم إس إن» جزءًا من (SITA-NET).

## أنظمة ومعايير المجتمع
تشمل أنظمة المجتمع التي توفرها سيتا لصناعة النقل الجوي ما يلي:
- WorldTracer - تتبع الحقائب.
- جذاب: الاستخدام الشائع لمحاكي المحطة الطرفية - خدمات تسجيل الوصول والصعود المشتركة للركاب.
- الحقيبة - التبادل العالمي لرسائل الأمتعة المتوافقة مع معايير إياتا.
- اكتب ب - رسائل إياتا القياسية.
- iBorder - حلول إدارة الحدود.
- نظام مجتمع البضائع - التبادل العالمي للبيانات الإلكترونية.
- المسافر - نظام مراقبة المغادرة المتعددة للوكيل المشترك لتسجيل الوصول وإنزال الحقائب وتطبيق الصعود إلى الطائرة.

بهدف تبسيط الاتصالات والعمليات الخاصة بالنقل الجوي، تعمل سيتا مع حوالي 20 هيئة صناعية ولجنة معايير لوضع المعايير. تضم الشركة ما يقرب من 40 مشاركًا في 55 مجموعة عمل مختلفة لوضع المعايير. تشمل المنظمات التي تعمل سيتا معها إياتا و (Air Cargo Inc) و (Airlines for America) ومنظمة الطيران المدني الدولي (ICAO) وإدارة الطيران الفيدرالية (FAA(بالإضافة إلى (AAAE) و (ACC) واتحاد شركات الطيران الأوروبية ومنظمة خدمات الملاحة الجوية المدنية و «تحالف أوبن ترفل» (OpenTravel Alliance) والاتحاد الدولي للاتصالات (ITU) ومنظمة الجمارك العالمية ومنظمة التجارة العالمية. تشمل مجموعات العمل (SITA IATA Type X) و (IATA Common Use) و (ATA e-Business) و (ICAO AFSG) و (ACI ACRIS) والمنظمة الأوروبية لسلامة الملاحة الجوية (Eurocontrol) SWIM. تشمل أمثلة المعايير ما يلي:
- المراسلة (ADS-B، واتصالات النوع X، ومعرف Aero-ID، والخدمة الذاتية للاستخدام الشائع).
- التتبع (AutoID).
- أمن النقل (مركز بيانات إدارة الحدود).
- إدارة الركاب (الاستخدام الشائع لنظام معالجة الركاب - أكواب).

## البحث والتطوير
تشمل إنجازات الشركة ما يلي:
- أول كشك لجهاز iPad لبيع التذاكر.[15]
- أول تطبيق للواقع المعزز لشركة طيران.
- محرك الحجز الاجتماعي وتسجيل الوصول على (Facebook) مع تكامل عميق مع الشبكات الاجتماعية
- إدارة تدفق الركاب في المطارات من خلال التعريب الجغرافي.
- بوابة متنقلة على متن الطائرة تم تطويرها مع (OnAir).
- أصغر كشك تسجيل وصول كامل الوظائف في العالم.
- أول حل لإسقاط الحقائب للركاب (والذي يسمح باستخدام عداد فردي لإسقاط الحقائب لخدمة الركاب من عدة شركات طيران).
- تقنية CUPPS (نظام معالجة الركاب للاستخدام المشترك)، وهي بديل لمعيار تسجيل الوصول. والصعود CUTE (المعدات الطرفية ذات الاستخدام الشائع) المستخدم اليوم. عملت سيتا مع اتحاد النقل الجوي الدولي وهيئات أخرى لتقديم هذه القدرة، والتي ستوفر على صناعة النقل الجوي ملايين الدولارات.[16]
- أول مزود خدمة يحصل على شهادة الامتثال (CUPPS) ويكمل بنجاح برنامجه التجريبي (CUPPS).
- تعمل سيتا مع شريك الأعمال (Orange Business Services) في مشاريع مشتركة، وتشارك أيضًا في برامج أبحاث الصناعة (e-Cab)، و (Total Airport)، و (SWIM)، و (SESAR). بالإضافة إلى ذلك، تركز الشركة على البحث المؤسسي والأكاديمي من خلال فرق في جامعات (MIT) وكامبردج ومونتريال.

## أهداف الكربون
- في عام 2021، أصبحت سيتا شركة معتمدة من (CarbonNeutral®) وفقًا لبروتوكول محايد الكربون - المعيار العالمي الرائد للبرامج المحايدة الكربون. في عام 2022، أعلنت سيتا عن التزامها بوضع أهداف علمية لخفض الانبعاثات تتماشى مع مبادرة الأهداف العلمية Net-Zero Standard.

## روابط خارجية
- سيتا - الموقع الرسمي
- SITA  على فيسبوك.
- سيتا
- SITA على تويتر.
- . على يوتيوب